# 兴隆山镇 (通榆县)
兴隆山镇，是中华人民共和国吉林省白城市通榆县下辖的一个乡镇级行政单位。

## 行政区划
兴隆山镇下辖以下地区：
顺兴社区、泰和社区、长胜村、兴盛村、粮丰村、长发村、三宝村、林茂村、爱国村、东风河村、交格尔庙村和莲花泡村。